# Etobicoke-Centre (circonscription provinciale)
Circonscription électorale provinciale du Canada
Etobicoke-Centre ((en) Etobicoke Centre) est une circonscription provinciale de l'Ontario représentée à l'Assemblée législative de l'Ontario depuis 1999.

## Géographie
La circonscription est située dans la région du grand Toronto.
Les circonscriptions limitrophes sont Etobicoke—Lakeshore, Etobicoke-Nord, Mississauga—Brampton-Sud, Mississauga-Est—Cooksville, Parkdale—High Park et York-Sud—Weston et Mississauga—Malton.

## Historique
| Législature                                                 | Années       | Député     | Député          | Parti                     |
| ----------------------------------------------------------- | ------------ | ---------- | --------------- | ------------------------- |
| Circonscription issue d'Etobicoke-Ouest et Etobicoke—Humber |              |            |                 |                           |
| 37e                                                         | 1999-2003    |            | Chris Stockwell | Progressiste-conservateur |
| 38e                                                         | 2003-2007    |            | Donna Cansfield | Libéral                   |
| 39e                                                         | 2007-2011    |            | Donna Cansfield | Libéral                   |
| 40e                                                         | 2011-2014    |            | Donna Cansfield | Libéral                   |
| 41e                                                         | 2014-2018    | Yvan Baker |                 | Libéral                   |
| 42e                                                         | 2018-2022    |            | Kinga Surma     | Progressiste-conservateur |
| 43e                                                         | 2022–Présent |            | Kinga Surma     | Progressiste-conservateur |

## Circonscription fédérale
Depuis les élections provinciales ontariennes du 4 octobre 2007, l'ensemble des circonscriptions provinciales et des circonscriptions fédérales sont identiques.